# رایان راس
رایان راس (انگلیسی: Ryan Ross؛ زادهٔ ۳۰ اوت ۱۹۸۶) یک موسیقی‌دان اهل ایالات متحده آمریکا است.